# Дзонева къща
Дзоневата къща (на гръцки: Οικία Τζώνου) е къща в град Сятища, Гърция.

## История
Къщата е от XVIII век. Има забележителна архитектура, както и ценна вътрешна украса със стенописи и дърворезба.
В 1970 година къщата е обявена за паметник на културата.